# Штурм Эль-Кута
Штурм Эль-Кута (Второе сражение при Эль-Куте 23 февраля 1917 года) — сражение между британскими и турецкими войсками в ходе  Месопотамской кампании во время Первой мировой войны. Завершилось победой британских войск и захватом Эль-Кута. 

## Предыстория
В декабре 1915 года турецкие войска начали осаду города Эль-Кут, который защищался британско-индийским корпусом под командованием Чарльза Таунсенда. Ранее Таунсенд, отступавший в направлении Багдада после поражения от турецких войск под Ктесифоном, принял решение остановиться в Эль-Куте и держать оборону. К апрелю 1916 года положение обороняющихся стало отчаянным, и после провала секретных переговоров британский гарнизон капитулировал. Эль-Кут был занят турецкими войсками.

## Боевые действия
В декабре 1916 года британские войска численностью 50 000 человек начали наступление в Месопотамии в направлении Багдада. Войска генерала Мода в феврале 1917 года подошли к Эль-Куту. В городе находился турецкий гарнизон под командованием генерала Карабекира. Турецкий военачальник принял решение не оборонять город, чтобы не попасть в ловушку, как это было с британскими войсками в Эль-Куте годом ранее. 23 февраля турецкий гарнизон начал отступление из города. В итоге британцы вошли в город, однако уничтожить основные силы турок им не удалось. После занятия Эль-Кута войска генерала Мода продолжили движение к Багдаду.